# Mostuéjouls
Mostuéjouls település Franciaországban, Aveyron megyében. Lakosainak száma 329 fő (2022. január 1.). Mostuéjouls Peyreleau, Rivière-sur-Tarn, Le Rozier, Saint-Pierre-des-Tripiers, Sévérac-d'Aveyron és Massegros Causses Gorges községekkel határos.

## Népesség
A település népessége az elmúlt években az alábbi módon változott:
| Lakosok száma | 260  | 232  | 249  | 271  | 301  | 313  | 315  | 317  | 320  | 329  |
|               | 1968 | 1982 | 1990 | 2006 | 2013 | 2015 | 2017 | 2019 | 2020 | 2022 |